# Chenistonia tropica
Espèce
Synonymes
- Aname tropica Raven, 1984

Chenistonia tropica est une espèce d'araignées mygalomorphes de la famille des Anamidae.

## Distribution
Cette espèce est endémique du Queensland en Australie. Elle se rencontre dans les monts Iron.

## Description
La carapace de la femelle holotype mesure 2,80 mm de long sur 2,00 mm et l'abdomen 3,00 mm de long sur 1,80 mm.

## Systématique et taxinomie
Cette espèce a été décrite sous le protonyme Aname tropica par Raven en 1984. Elle est placée dans le genre Chenistonia par Harvey, Hillyer, Main, Moulds, Raven, Rix, Vink et Huey en 2018.

## Publication originale
- Raven, 1984 : A revision of the Aname maculata species group (Dipluridae, Araneae) with notes on biogeography. Journal of Arachnology vol. 12, no 2, p. 177-193 (texte intégral).